# Bieluniszki (sielsowiet Mieżany)
Bieluniszki – dawna kolonia. Tereny, na których była położona, leżą obecnie na Białorusi, w obwodzie witebskim, w rejonie brasławskim, w sielsowiecie Mieżany.

## Historia
W czasach zaborów zaścianek w gminie Opsa, w powiecie nowoaleksandrowskim, w granicach Imperium Rosyjskiego.
W latach 1921–1945 kolonia leżała w Polsce, w województwie nowogródzkim (od 1926 w województwie wileńskim) w powiecie brasławskim w gminie Dryświaty.
Według Powszechnego Spisu Ludności z 1921 roku zamieszkiwało tu 35 osób, 7 było wyznania rzymskokatolickiego a 28 staroobrzędowego. Jednocześnie 6 mieszkańców zadeklarowało polską przynależność narodową a 29 białoruską. Były tu 4 budynki mieszkalne. W 1931 w 5 domach zamieszkiwało 45 osób.
Miejscowość należała do parafii rzymskokatolickiej w Dryświatach. W 1933 podlegała pod Sąd Grodzki w Opsie i Okręgowy w Wilnie; właściwy urząd pocztowy mieścił się w Dryświatach.